# Ratchet & Clank: Rift Apart
Ratchet & Clank: Rift Apart (В России официально издаётся под названием «Ratchet & Clank: Сквозь Миры») — компьютерная игра в жанре шутера от третьего лица, разработанная Insomniac Games и изданная Sony Interactive Entertainment для консоли PlayStation 5. Это шестнадцатая игра серии Ratchet & Clank. Игра является сиквелом игры Ratchet & Clank: Into the Nexus 2013 года — последней игры в подсерии Future Saga. По словам студии-разработчика, в игре представлена полноценная самостоятельная сюжетная линия, которая понравится новичкам серии. Rift Apart была представлена в июне 2020 года на презентации PlayStation 5 и вышла 11 июня 2021 года.
30 мая 2023 года Sony и Insomniac Games анонсировали ПК-версию Ratchet & Clank: Rift Apart — она вышла 26 июля 2023 года.

## Сюжет
Ratchet & Clank: Rift Apart рассказывает историю заглавных героев, которые путешествуют по разным мирам в нескольких реальностях, чтобы остановить своего врага, доктора Нефариуса. Нефариус воспользовался внезапным катастрофическим коллапсом измерений, чтобы окончательно осуществить свою мечту — полностью уничтожить органическую жизнь во вселенной. Причиной коллапса называют неисправный измеренитель, мощный артефакт, созданный ломбаксами, открывающий разломы в другие измерения. В процессе уничтожения измеренителя Рэтчет разлучается с Кланком, попадая в альтернативное измерение, где правит более способный двойник Нефариуса — император Нефариус. Они также встречают девушку-ломбакса по имени Ривет, возглавляющую группу сопротивления против императора Нефариуса. Рэтчету, Кланку и Ривет придётся работать вместе, чтобы помешать планам доктора Нефариуса и императора Нефариуса по завоеванию других реальностей.

## Игровой процесс

В этом ролике Рэтчет использует «Rift Tether» для быстрого перемещения между областями.

Игра имеет много общих черт с игрой Ratchet & Clank 2016 года и другими играми серии. В ней сохранились элементы предыдущих игр Ratchet & Clank, такие как стрейфинг, ганплей, сбор болтов, автоматическое улучшение оружия и здоровья, ручное улучшение раританового оружия и гаджетов. Главным игровым персонажем является ломбакс Рэтчет. Его сопровождает роботизированный друг и помощник Кланк, который висит у него на спине. Также в игре присутствует девушка-ломбакс Ривет. Игрок управляет Рэтчетом или Ривет и перемещается по разнообразному окружению на множестве уровней, побеждая врагов с помощью различного оружия и гаджетов и преодолевая препятствия ради выполнения ключевых задач миссии.
Это первая игра в серии, в которой будет представлена концепция практически мгновенного перемещения в реальном времени между различными областями, планетами и другими мирами в рамках игрового процесса с помощью системы межпространственных порталов. Чтобы игрок мог воспользоваться этой возможностью, в арсенал Рэтчета и Ривет добавлен новый механизм под названием «Rift Tether», который перебрасывает их с одной стороны портала на другую, облегчая путешествие. В игре представлены планеты, исследованные в предыдущих частях серии, их альтернативные двойники, а также новые планеты, ранее не встречавшиеся во франшизе. Кроме этого, с целью увеличения мобильности игрового персонажа были добавлены такие движения, как рывок и бег по стенам. Арсенал игры включает в себя как совершенно новое оружие, так и классические модели из предыдущих частей серии.

## Разработка
Ratchet & Clank: Rift Apart разрабатывается компанией Insomniac Games и издаётся компанией Sony Interactive Entertainment для игровой системы PlayStation 5. Режиссёрами игры являются креативный директор Маркус Смит и игровой директор Майк Дэйли. Игра была анонсирована 11 июня 2020 года на презентации PlayStation 5 от Sony. На открытии Gamescom 27 августа 2020 года компания Insomniac Games устроила 7-минутную демонстрацию игрового процесса игры в рамках рекламной кампании PlayStation 5. 26 апреля 2021 года на презентации State of Play компания Sony представила большой 16-минутный трейлер игрового процесса.
Игра использует возможности контроллера DualSense, аудио-движка Tempest Engine и специального аппаратного обеспечения для трассировки лучей для поддержки соответственно усовершенствованной тактильной обратной связи, пространственного 3D-аудио и эффектов трассировки лучей в реальном времени. Благодаря увеличенной вычислительной мощности и включению в PlayStation 5 специализированного твердотельного накопителя, игра отличается большим разнообразием NPC, врагов, визуальных эффектов и объектов в игровых сценах. Усовершенствования в игровом дизайне направлены на значительное сокращение времени загрузки при переходе между мирами, что должно обеспечить бесшовный и иммерсивный игровой процесс. Маркус Смит, креативный директор Insomniac Games, в интервью GamesRadar+ ответил на вопрос об облегчении рабочих процессов благодаря специально разработанному твердотельному накопителю PS5, заявив, что «в игре используются измерения и пространственные разломы, и это было бы невозможно без твердотельного накопителя PlayStation 5», добавив далее, что он «удивительно быстрый. Он позволяет нам создавать миры и перемещать игроков из одного места в другое практически мгновенно. Это невероятное изменение в игре: теперь мы можем делать игровой процесс, в котором вы находитесь в одном мире, а в следующий момент — в другом».
Дизайн героини Ривет привёл к конфликту и ссорам внутри команды разработчиков. Часть из них настаивала на том, чтобы наделить инопланетную космическую лисицу для сексуализации человеческой женской анатомией с крупной грудью и бёдрами. Другая же часть настаивала на том, что Ривет, будучи не человеком и представительницей одного вида с Рэтчетом должна была обладать схожей с ним анатомией. В итоге спор решился в пользу второй идеи.

## Выпуск
Ratchet & Clank: Rift Apart была выпущена во всём мире 11 июня 2021 года и издана Sony Interactive Entertainment. Игра была впервые анонсирована 11 июня 2020 года на презентации PlayStation 5. 27 августа 2020 года на выставке Gamescom Insomniac Games представила 7-минутную демонстрацию геймплея игры. 11 февраля 2021 года Insomniac Games объявила о нескольких изданиях игры, доступных для предзаказа. Стандартное издание включает графически обновлённую версию карбоновой брони из игры Ratchet & Clank: Going Commando, а также оружие «Пикселизатор» из игры Ratchet & Clank (2016). Расширенное издание содержит пять комплектов брони, набор наклеек для нового фоторежима, 20 раританов, используемых для улучшения оружия, а также цифровой саундтрек и артбук. На презентации Sony State of Play 29 апреля 2021 года был показан продолжительный 16-минутный геймплейный трейлер.
30 мая 2023 года был анонсирован выпуск версии для персональных компьютеров, которая вышла 26 июля. В игре будет поддержка ультраширокого экрана и трассировка лучей.

## Оценки прессы
| Сводный рейтинг       | Сводный рейтинг |
| Агрегатор             | Оценка          |
| --------------------- | --------------- |
| Metacritic            | 88/100          |
| OpenCritic            | 89/100          |
| Иноязычные издания    |                 |
| Издание               | Оценка          |
| Destructoid           | 9/10            |
| EGM                   | 5/5             |
| Famitsu               | 37/40           |
| Game Informer         | 9/10            |
| GameSpot              | 9/10            |
| GamesRadar+           | 5/5             |
| IGN                   | 9/10            |
| Jeuxvideo.com         | 18/20           |
| VG247                 | 5/5             |
| Русскоязычные издания |                 |
| Издание               | Оценка          |
| 3DNews                | 8/10            |
| Gameplay              | [ 53 ]          |
| GoHa.Ru               | 8/10            |
| «IGN Россия»          | 9/10            |
| PlayGround.ru         | 8/10            |
| «Игромания»           | «Достойно»      |
| «Игры Mail.ru»        | 9,0/10          |
| «Канобу»              | 8/10            |
| «Мир фантастики»      | 8/10            |
| «НИМ»                 | 7,8/10          |

Игра была тепло встречена прессой, усреднённая оценка игры на сайте-агрегаторе Metacritic составляет 88 баллов из 100 возможных, а на OpenCritic 89 из 100. Пресса хвалила визуальную составляющую игры и взаимодействие с геймпадом DualSense, в то время как критике подверглось малое количество изменений в игровом процессе по сравнению с предшественницами.

### Награды
| Год  | Награда                         | Категория                                                 | Результат | Прим.                       |
| ---- | ------------------------------- | --------------------------------------------------------- | --------- | --------------------------- |
| 2021 | Hollywood Music in Media Awards | Лучший оригинальный саундтрек — видеоигра                 | Победа    | [ 62 ]                      |
| 2021 | Golden Joystick Awards          | Лучший визуальный дизайн                                  | Победа    | [ 63 ] [ 64 ] [ 65 ] [ 66 ] |
| 2021 | Golden Joystick Awards          | Лучшая актёрская игра (Дженнифер Хейл за роль Ривет)      | Номинация | [ 63 ] [ 64 ] [ 65 ] [ 66 ] |
| 2021 | Golden Joystick Awards          | Игра года PlayStation                                     | Номинация | [ 63 ] [ 64 ] [ 65 ] [ 66 ] |
| 2021 | Golden Joystick Awards          | Игра года                                                 | Номинация | [ 63 ] [ 64 ] [ 65 ] [ 66 ] |
| 2021 | The Game Awards                 | Лучший художественный стиль                               | Номинация | [ 67 ] [ 68 ] [ 69 ]        |
| 2021 | The Game Awards                 | Лучший аудиодизайн                                        | Номинация | [ 67 ] [ 68 ] [ 69 ]        |
| 2021 | The Game Awards                 | Лучшее приключение                                        | Номинация | [ 67 ] [ 68 ] [ 69 ]        |
| 2021 | The Game Awards                 | Лучшая постановка                                         | Номинация | [ 67 ] [ 68 ] [ 69 ]        |
| 2021 | The Game Awards                 | Лучшие инновации в доступности                            | Номинация | [ 67 ] [ 68 ] [ 69 ]        |
| 2021 | The Game Awards                 | Игра года                                                 | Номинация | [ 67 ] [ 68 ] [ 69 ]        |
| 2022 | Annie Awards                    | Лучшая анимация персонажей — видеоигра                    | Победа    | [ 70 ]                      |
| 2022 | Visual Effects Society Awards   | Выдающиеся визуальные эффекты в проекте реального времени | Номинация | [ 71 ]                      |
| 2022 | Game Developers Choice Awards   | Лучшая графика                                            | Победа    | [ 72 ] [ 73 ]               |
| 2022 | Game Developers Choice Awards   | Лучшая технология                                         | Победа    | [ 72 ] [ 73 ]               |
| 2022 | D.I.C.E. Awards                 | Выдающееся достижение в анимации                          | Победа    | [ 74 ]                      |
| 2022 | D.I.C.E. Awards                 | Выдающееся достижение в графике                           | Номинация | [ 74 ]                      |
| 2022 | D.I.C.E. Awards                 | Лучший игровой персонаж                                   | Номинация | [ 74 ]                      |
| 2022 | D.I.C.E. Awards                 | Выдающееся достижение в аудиодизайне                      | Номинация | [ 74 ]                      |
| 2022 | D.I.C.E. Awards                 | Выдающееся техническое достижение                         | Победа    | [ 74 ]                      |
| 2022 | D.I.C.E. Awards                 | Лучшая игра для всей семьи                                | Победа    | [ 74 ]                      |
| 2022 | D.I.C.E. Awards                 | Выдающееся достижение в игровом дизайне                   | Победа    | [ 74 ]                      |
| 2022 | D.I.C.E. Awards                 | Выдающееся достижение в игровой режиссуре                 | Номинация | [ 74 ]                      |
| 2022 | D.I.C.E. Awards                 | Игра года                                                 | Номинация | [ 74 ]                      |
| 2022 | New York Game Awards            | Лучшая игра для детей                                     | Победа    | [ 75 ]                      |
| 2022 | British Academy Games Awards    | Лучшая игра                                               | Номинация | [ 76 ] [ 77 ]               |
| 2022 | British Academy Games Awards    | Лучшая анимация                                           | Победа    | [ 76 ] [ 77 ]               |
| 2022 | British Academy Games Awards    | Приз за художественные достижения                         | Номинация | [ 76 ] [ 77 ]               |
| 2022 | British Academy Games Awards    | Лучшая семейная игра                                      | Номинация | [ 76 ] [ 77 ]               |
| 2022 | British Academy Games Awards    | Лучший геймдизайн                                         | Номинация | [ 76 ] [ 77 ]               |
| 2022 | British Academy Games Awards    | Лучшая музыка                                             | Номинация | [ 76 ] [ 77 ]               |
| 2022 | British Academy Games Awards    | Техническое достижение                                    | Победа    | [ 76 ] [ 77 ]               |
| 2022 | British Academy Games Awards    | Лучшая главная роль (Дженнифер Хейл в роли Ривет)         | Номинация | [ 76 ] [ 77 ]               |